# Le Grand Bluff (film, 1957)
Pour les articles homonymes, voir Le Grand Bluff.
Pour plus de détails, voir Fiche technique et Distribution.
Le Grand Bluff est un film français réalisé par Patrice Dally et sorti en 1957 .

## Synopsis
Aventurier sans le sou, Eddie Morgan survit grâce à son baratin et sa bonne humeur. C'est un bluffeur. Pour aider une propriétaire d'un terrain pétrolifère, il lance, avec l'aide de quelques ami(e)s  une vaste campagne d'investissement, pour en faire profiter le peuple français. Un groupe concurrent mené par Serge Colonna et Dominique Ardan, tente de lui racheter le terrain, car selon un expert, il n'y aurait pas de pétrole à exploiter. Mais l'expert a menti alors que Colonna vient de signer le contrat de rachat. Eddie, aidé par Dominique qu'il a séduite entre-temps, arrache le fameux papier des mains de Colonna. Le pétrole peut couler.

## Fiche technique
- Titre : Le Grand Bluff
- Réalisateur : Patrice Dally, assisté de Jean Lefèvre et Georges Grob
- Scénario : Jerry Epstein
- Adaptation : Louis Martin et Patrice Dally
- Dialogues : Yvan Audouard
- Décors : James Allan, assisté de Yves Olivier
- Costumes : Paulette Coquatrix
- Photographie : Armand Thirard
- Opérateur : Louis Née
- Musique : Billy Byers
- Direction musicale : Marc Lanjean
- Montage : Gabriel Rongier, assisté par Andrée Davanture
- Son : Jacques Lebreton, assisté de Charles Ackerman
- Maquillage : Marcel et Odette Rey
- Coiffures : Jean Lalaurette
- Photographe de plateau : Jacques Manson
- Script-girl : Madeleine Santucci
- Régisseur général : Jacques Pignier
- Régisseur extérieur : Maurice Jumeau
- Accessoiriste : Raymond Lemarchand
- Tournage du 5 février au 2 avril 1957, à Paris-Studios-Cinéma à Billancourt et Photosonor
- Production : Hoche Production et Belmont Films
- Chef de production : Ray Ventura
- Administrateur : Michelle Chanson
- Distribution : Corona (Silver-Films)
- Directeur de production : Jean Darvey
- Assistante de production : Simone Chotel
- Tirage : Laboratoire Franay L.T.C Saint-Cloud
- Réengistrement Poste Parisien
- Trucage : LAX
- Film réalisé avec le concours de la Société Languedocienne de Forages Pétroliers
- Pays :  France
- Format :  35 mm - Noir et blanc - Système sonore Western Electric
- Genre : Comédie
- Durée : 91 minutes
- Date de sortie : 
  - France : 15 mai 1957
- Visa d'exploitation : 19305

## Distribution
- Eddie Constantine : Eddie F. Morgan, aventurier et bluffeur
- Dominique Wilms : Dominique Arden, l'adjointe de Colonna
- Mireille Granelli : Françoise de Beaulieu, la propriétaire du terrain pétrolifère
- Bernard Dhéran : Serge Colonna, un membre du "consortium"
- Moustache : Moustache un ami de Morgan (chauffeur)
- Christian Méry : L'agent immobilier myope
- Yves Brainville : L'ingénieur pétrolifère Watrin
- Robert Lombard : Le réceptionniste de l'Hôtel Royal
- Henri Garcin : Maurice un ami de Morgan (secrétaire)
- Mauricet : Le directeur de l'Hôtel Royal
- Jacques Hilling : Marcel Poitevin, le petit investisseur de province
- Corinne Casals : Brigitte ou (Barbara), une amie de Morgan (secrétaire)
- Irène Jorel : Barbara ou (Brigitte), une amie de Morgan (secrétaire)
- Henri Cogan : Le responsable d'une table de jeu
- Robert Rollis : Un journaliste
- Louis Seigner : Le président du "consortium"
- Jean-Pierre Marielle : Maître Philippe Norbert, notaire
- Léopoldo Francès : Un joueur de poker à New York
- René Clermont : L'inventeur de la bouilloire atmosphérique
- Jacqueline Noëlle : La veuve du banquier ruiné
- Louis Massy : Le représentant en aspirateur
- Albert Daumergue : Un journaliste
- Andres : Le portier lors de la réunion du "consortium"
- Sylvain Lévignac : Le joueur qui assomme Morgan avec une bouteille
- Claire Duhamel
- Jean Minisini : Un joueur de cartes
- Corrado Guarducci : Un joueur de cartes
- Jean Bellanger : L'homme qui veut vendre un tableau
- Serge Bento : Un liftier de l'Hôtel Royal
- Louis Saintève : Un petit actionnaire
- Roger Lecuyer : Un membre du consortium
- Aram Stephan
- Yvonne Hebert
- Dany Faret